# Javier Nart
Pour les articles homonymes, voir Nart.
Javier Nart Peñalver, né le 19 août 1947 à Laredo, est un avocat, un écrivain et un homme politique espagnol, membre de Ciudadanos.

## Biographie
De 1977 à 1984, il a été correspondant de guerre.
Il est élu au Parlement européen lors des élections européennes de 2014. Il siège au sein de l'Alliance des démocrates et des libéraux pour l'Europe. Il est un fervent défenseur de l'Union européenne, qu'il juge comme une « nécessité ».
Le 24 juin 2019 il quitte son parti Ciudadanos, dénonçant la droitisation de ce dernier.